# Gradonačelnici za djecu
Gradonačelnici za djecu je inicijativa koja okuplja načelnike francuskih općina, gradonačelnike i njihove zamjenike. Protive se legaliziranju istospolnih brakova koje su pokrenuli socijalisti u Francuskoj 2013. godine. 
Inicijativa okuplja preko 20.000 načelnika, gradonačelnika i njihovih zamjenika. U prosvjedima tijekom Francuskog proljeća 2013. bili su prepoznatljivi po lentama ovješenim preko ramena. 
Okupljanje su još 2005. pokrenuli (grado)načelnici Franck Meyer, Philippe Gosselin, Joëlle Devineau-Juillet, Jean-Jacques Delvaux i Jean-Michel Kennel. Već tada okupilo ih se 12.585 svih političkih uvjerenja, ali pretežito konzervativaca, uvjerenih kako svaka izmjena bračnog zakona u Francuskoj koja redefinira brak u temeljnim odrednicama ne bi bila u skladu s ciljevima koje država želi od braka, odnosno da takve izmjene vode poremećaju smisla te institucije i posljedično potkopavaju obitelj. 
Ova skupina izabranih dužnosnika smatra da dijete treba oca i majku koji se vole i koji su uključeni u obrazovanje (članak 371-1 Građanskog zakonika Francuske). Oni stoga odbijaju predloženo uvođenje istospolnog braka. Odbijaju ga provoditi u svojim općinama/gradovima. 

## Vanjske poveznice
- Službene mrežne stranice  Arhivirana inačica izvorne stranice od 21. lipnja 2013. (Wayback Machine)
- Službeni profil na Twitteru